# Xian de Lianjiang
Ne pas confondre avec la comté de Lienchang (Îles Matsu) en république de Chine (Taïwan).
Le xian de Lianjiang (连江县 ; pinyin : Liánjiāng Xiàn) est un district administratif de la province du Fujian en Chine. Il est placé sous la juridiction de la ville-préfecture de Fuzhou.
C'est un territoire côtier contenant de nombreuses îles dont certaines ne sont pas administrées par la république populaire de Chine, mais par de la république de Chine (Taïwan), et qui forment le comté de Lienchang (Îles Matsu).

## Démographie
La population du district était de 613 528 habitants en 1999.